# Premios Guaraní del Fútbol de Honor (Paraguay)
Los Premios Guaraní del Fútbol de Honor fue una distinción otorgada anualmente por la dirección de deportes de Red Guaraní, a Jugadores, entrenadores, árbitros y equipos de Fútbol que con sus campañas, se destacaron en el año. 

## Historia
Al Asumir la dirección de deportes de Red Guaraní, el señor Benicio Ramón Martínez Franco, la citada dirección, fue renovada, con la venida de programas que enaltecerían al Fútbol Paraguayo. Tales programas, se convirtieron en un clásico del debate sobre el Fútbol de Primera División de Paraguay; Sólo Fútbol, Muy Comentado y La Selección.
Ni Bien Consolidados dichos programas, la dirección, decidió sobre la base de los datos del Fútbol Paraguayo, de ese entonces, se crea, junto con los conductores de los 3 programas, los Premios Guaraní del Fútbol de Honor.

## Primera Edición
La Primera Edición de la Premiación, se realizó el 17 de diciembre de 2009, en los estudios de Red Guaraní, en el complejo Textilia. dicho canal, retransmitió la Premiación.

## Última Edición
Se realizó en Rakiura Resort day la última edición de los Premios Guaraní del Fútbol de Honor, ya que el contrato de Gerenciamiento de Obedira al canal vencía el año 2014 y la posterior venta del canal al Grupo Vierci.  Se hizo la recisión de contrato el 31 de diciembre de 2013.